# Anastazy Hirschel
Anastazy Stanisław Hirschel, także: Hirszel (ur. 17 sierpnia 1798 w Gdańsku, zm. 11 lutego 1859 w Warszawie) – lekarz, specjalista medycyny sądowej.

## Życiorys
Anastazy był starszym synem Józefa i Karoliny z Pachów, wyznania katolickiego. Pierwsze nauki pobierał w Kaliszu, potem studiował medycynę na Uniwersytecie Berlińskim. Po ukończeniu studiów ze stopniem doktora medycyny i akuszerii, a w 1826 otrzymał zatwierdzenie dyplomu lekarskiego na Uniwersytecie Warszawskim. 
W 1821 powrócił do Kalisza i otworzył prywatną praktykę lekarską, którą prowadził do roku 1840.  W 1838 zakupił od G. Sennewalda jego warszawski zakład litograficzny, który prowadził jego młodszy brat Henryk Hirszel - grafik i litograf i to Henryk był pochowany na cmentarzu kalwińskim.  
W roku 1840 wstąpił do państwowej służby zdrowia i objął posadę lekarza powiatowego w Koninie, a około 1845 otrzymał nominację na starszego lekarza powiatu kaliskiego. W roku 1850 przeniósł się do Warszawy, gdzie prowadził prywatną praktykę i działał w Radzie Lekarskiej Królestwa. Ze względu na zły już stan zdrowia nie przyjął powołania na katedrę medycyny sądowej we Wrocławiu.
Był dwukrotnie żonaty. Po raz pierwszy z Rozalią z Tyszlerów, a po raz drugi z Emilią z domu Enoch. Był ojcem warszawskiego architekta Władysława Hirszla. Pochowano go w grobowcu rodzinnym na cmentarzu powązkowskim w Warszawie. 
Jego potomkami są profesorowie medycyny: Krzysztof Hirszel i Przemysław Hirszel.